# Oxytetracyklin
Oxytetracyklin je širokospektrální tetracyklinové antibiotikum produkované určitými kmeny mikroorganismu Streptomyces rimosus.

## Vlastnosti
Oxytetracyklin je světle žlutý krystalický prášek bez zápachu. Na vzduchu je stabilní, ale na přímém slunečním světle se rozkládá. V roztocích s pH pod 2 ztrácí svou biologickou aktivitu, v alkalických roztocích se rozkládá. Hydrochlorid, který je mírně hygroskopický, se při teplotě nad 180 °C nebo vystavený přímému slunečnímu světlu v proudu vlhkého vzduchu též rychle rozkládá. Oxytetracyklin je velmi málo rozpustný ve vodě, dobře rozpustný v kyselině dusičné a zředěných hydroxidech. Hydrochlorid je dobře rozpustný ve vodě, nepatrně rozpustný v alkoholech.